# 殺破狼·貪狼
《殺破狼·貪狼》（英語：Paradox）是一部2017年新黑色香港动作片，本片為2015年電影《殺破狼2》的新作，以及「殺破狼系列電影」第三部作品。由葉偉信执导，梁禮彥和卓亦謙共同編劇，鄭保瑞、黃柏高監製，洪金宝任动作导演，古天樂、林家棟、吳樾及Chris Collins領銜主演；Tony Jaa特別演出；蔡潔、盧惠光及陳漢娜主演。古天乐凭借本片获得亚洲电影大奖最佳男主角和香港电影金像奖最佳男主角等多个表演奖项。

## 剧情
香港警察李忠志（古天樂飾）得悉15歲女兒阿芝（陳漢娜飾）在芭堤雅旅行時突然失蹤，親赴泰國追尋女兒下落。李忠志得到當地華人探員崔傑（吳樾飾）和同袍Tak（Tony Jaa飾）協助追查，並遇上外籍黑幫沙查（Chris Collins飾），眾人身陷險境。
根據線索，阿芝失蹤，不但與曼谷市長候選人有關，更牽涉其幕僚鄭漢守（林家棟飾）。眾人狹路相逢，展開追截及搏鬥……

## 演員
| 演員                            | 角色   | 角色介紹 |
| 古天樂                          | 李忠志 | 代表三星之一的“破軍” 香港警察 雪兒之夫 李詠芝之父 最後一槍打死鄭漢守後吞槍自殺                                                               |
| 吳 樾                           | 崔 傑  | 代表三星之一「七殺」 泰國華僑警察，懂泰文 猜局長之女婿 桑之夫 Tak、斌之同僚 協助李忠志尋回其女兒李詠芝 本片唯一生還者                        |
| 林家棟                          | 鄭漢守 | 本劇終極大反派 代表三星之一「貪狼」 泰國曼谷市長1號候選人阿連茲的幕僚 擄走李詠芝之幕後主腦 與沙查、猜局長互相勾結 最後被李忠志一槍打爆頭身亡 |
| 克里斯·柯林斯 （Chris Collins） | 沙查   | 本劇大反派 黑幫主腦 前僱傭兵 表面上是經營凍肉公司老闆，實為器官販賣集團首領 與鄭漢守互相勾結 擄走李詠芝之主腦 最後被李忠志割喉身亡           |
| Tony Jaa （特別演出）           | Tak    | 泰國警察 崔傑之同僚 協助李忠志尋回其女兒李詠芝 最後被沙查暗算踢落樓身亡                                                                      |
| 蔡 潔                           | 小曼   | 妓女 被斌性虐 向李忠志揭露斌有份協助擄走李詠芝，並協助他找到沙查的販賣工場下落                                                               |
| 盧惠光                          | 斌     | 本劇反派 泰國黑警 有份協助沙查捉走李詠芝 被李忠志打至重傷 被鄭漢守派人喬裝護士打毒針死亡                                                     |
| 陳漢娜 (童年：鄭思琳)           | 李詠芝 | 李忠志、雪兒之女兒 Jenny之好友 於泰國芭堤雅旅遊期間被人擄走 被取走心臟死亡，屍體在殮房冰櫃中被發現                                           |
| 维他亚·潘斯林加姆               | 猜局長 | 本劇反派 桑之父親 與鄭漢守勾結 崔傑之上司兼岳丈 Tak、斌之上司                                                                                |
| 鄭雪兒 (友情客串)               |        | 李忠志之亡妻 李詠芝之亡母 交通意外身亡 |
| 林曉彤                          | Jenny  | 李詠芝之好友 紋身師傅 |
| 袁浩揚                          |        | 李詠芝之男友，於咖啡店溫習時相識 被李忠志控告與未成年少女發生性行為                                                                          |
| Siraphun Wattanajinda           | 桑     | 猜局長之女 崔傑之妻 被鄭漢守挾持，後獲救 於結尾為崔傑誕下兒子                                                                                |

## 製作
《殺破狼·貪狼》最初是想到韓國拍攝，因為韓國本身都有好多講官黑勾結的電影，所以早就鎖定是韓國，就連劇本都通過了。但籌拍期間因遇上中國大陸限韓令，為免上畫時受阻，決定轉回到第二集的取景地泰國。
劇本早已完成，照單譯個泰文版便交過去，結果大致上接受，只是有幾點要修正。泰國政府容許劇情有黑警存在，但犯案時不可穿著制服，至於原先設計是總統患病急取換器官，也只容許是市長，而且牽涉當中的都不是當地泰國人，是華僑，只要作以上修改便可順利開拍。

## 票房
中國大陸首週票房2.79億，最後累計5.19億人民币。香港票房七百萬港幣。

## 電影宣傳歌曲
- 「月亮代表我的心」[4]

作詞：孫　儀、Pka、家　麟　作曲：翁清溪　編曲：Walter Wong　主唱：古天樂、吳　樾
歌曲監製：陳輝陽、Gary Chan、陳秀男、Walter Wong　歌曲執行製作人：黃柏高

## 奬項及提名
| 年度   | 颁奖典礼                     | 奖项           | 姓名             | 结果 |
| ------ | ---------------------------- | -------------- | ---------------- | ---- |
| 2017年 | 第54屆金馬獎                 | 最佳動作設計   | 洪金寶           | 提名 |
| 2018年 | 第1屆最港電影大獎            | 最佳男主角     | 古天樂           | 提名 |
| 2018年 | 第12屆亞洲電影大獎           | 最佳男主角     | 古天樂           | 獲獎 |
| 2018年 | 第12屆亞洲電影大獎           | 最佳動作電影   | 《殺破狼．貪狼》 | 獲獎 |
| 2018年 | 第24屆香港電影評論學會大獎   | 推薦電影       | 《殺破狼．貪狼》 | 獲獎 |
| 2018年 | 第12屆香港電影導演會年度大獎 | 最佳男主角     | 古天樂           | 獲獎 |
| 2018年 | 微博之星2017                 | 微博給力電影   | 《殺破狼·貪狼》  | 提名 |
| 2018年 | 微博之星2017                 | 微博給力男主角 | 古天樂           | 獲獎 |
| 2018年 | 微博之星2017                 | 微博給力男主角 | 林家棟           | 提名 |
| 2018年 | 第23屆華鼎獎                 | 最佳男配角     | 林家棟           | 提名 |
| 2018年 | 第一屆MOVIE6全民票選電影大獎 | 最佳電影       | 《殺破狼．貪狼》 | 獲獎 |
| 2018年 | 第一屆MOVIE6全民票選電影大獎 | 最佳男主角     | 古天樂           | 獲獎 |
| 2018年 | 第一屆MOVIE6全民票選電影大獎 | 最佳導演       | 葉偉信           | 提名 |
| 2018年 | 第一屆MOVIE6全民票選電影大獎 | 最佳男配角     | 林家棟           | 提名 |
| 2018年 | 第一屆MOVIE6全民票選電影大獎 | 最佳新演員     | 陳漢娜           | 提名 |
| 2018年 | 第37屆香港電影金像獎         | 最佳電影       | 《殺破狼．貪狼》 | 提名 |
| 2018年 | 第37屆香港電影金像獎         | 最佳導演       | 葉偉信           | 提名 |
| 2018年 | 第37屆香港電影金像獎         | 最佳男主角     | 古天樂           | 獲獎 |
| 2018年 | 第37屆香港電影金像獎         | 最佳男配角     | 林家棟           | 提名 |
| 2018年 | 第37屆香港電影金像獎         | 最佳新演員     | 陳漢娜           | 提名 |
| 2018年 | 第37屆香港電影金像獎         | 最佳攝影       | 謝忠道           | 提名 |
| 2018年 | 第37屆香港電影金像獎         | 最佳剪輯       | 黃海             | 提名 |
| 2018年 | 第37屆香港電影金像獎         | 最佳動作設計   | 洪金寶           | 獲獎 |
| 2018年 | 第37屆香港電影金像獎         | 最佳音響效果   | 曾景祥、李耀強   | 獲獎 |